# Jerzy Lanc
Jerzy Lanc (ur. 21 września 1901 w Kostkowicach, zm. 1 marca 1932 w Łęgu k. Piasutna) – polski nauczyciel.

## Życiorys
Urodził się w ewangelickiej rodzinie w miejscowości Kostkowice na Śląsku Cieszyńskim, jako szóste z dwanaściorga dzieci, jakie posiadali Jerzy Lanc senior (1864–1927) i jego żona Ewa Lanc z Kowalów (1870–1929). Był żonaty z Anną Ernestyną (ur. 1900), z domu Funda, z którą miał dwóch synów: Bogusława (1929–2002) i Jerzego juniora (ur. 1932), który urodził się już po śmierci ojca.
W 1920 ukończył seminarium nauczycielskie w Cieszynie i zaczął uczyć w Szkole Podstawowej w Rudzicy, w powiecie bielskim. W 1922 został kierownikiem szkoły powszechnej w Szklarce Śląskiej w Wielkopolsce. Do pracy w ówczesnym powiecie odolanowskim namawiał go brat cioteczny Jan Cieńciała, który był tam inspektorem szkolnym. Lanc zaczął prowadzić tam działalność społeczną i kulturalną. Organizował kursy języka polskiego, geografii i historii Polski. W Szklarce założył Kółko Rolnicze, Klub Piłki Nożnej (26 kwietnia 1925), Oddział Przysposobienia Wojskowego i Wychowania Fizycznego oraz Spółkę Rolną (23 lutego 1925). 
W lutym 1931 wyjechał do Piasutna w Prusach Wschodnich, gdzie zorganizował jedyną w okresie międzywojennym polską szkołę na Mazurach, która została otwarta 13 kwietnia 1931 jako Polsko-Ewangelicka Szkoła w Piasutnie-Łęgu. Od początku był brutalnie zwalczany przez Niemców (napaści, prowokacje, donosy, oskarżenia).
Jerzy Lanc zmarł w niewyjaśnionych okolicznościach, znaleziono go martwego we własnym pokoju. Według pierwszej diagnozy postawionej przez niemieckiego lekarza zmarł na zapalenie płuc. Sekcja zwłok wykazała, że zmarł w wyniku zatrucia czadem. Ówczesna opinia polska podejrzewała stronę niemiecką o skryte morderstwo popełnione na Lancu, nauczycielu jedynej polskiej szkoły na Mazurach.
Pogrzeb Jerzego Lanca odbył się 8 marca 1932. Został pochowany na ewangelickim cmentarzu w Szklarce Śląskiej.
Sprawa Lanca była głośna w Polsce lat 30., zwłaszcza po tym jak Melchior Wańkowicz przedstawił jego postać i okoliczności śmierci w książce Na tropach Smętka.

## Ordery i odznaczenia
- Order Krzyża Grunwaldu III klasy (pośmiertnie, 29 maja 1946)[6]
- Srebrny Krzyż Zasługi (pośmiertnie, 9 listopada 1932)[7]

## Upamiętnienie
Jego imieniem nazwano ulice w Olsztynie, Szczytnie, Kętrzynie, Świętajnie oraz w miejscowości Sośnie (wylot w kierunku Szklarki Śląskiej).
26 kwietnia 2010 Rada Powiatu w Szczytnie podjęła uchwałę o nadaniu filii Środowiskowego Domu Samopomocy w Piasutnie imienia Jerzego Lanca (tablicę pamiątkową odsłonięto 25 września 2010).
22 maja 2012 w Szklarce Śląskiej na szkole, w której uczył Jerzy Lanc, została również odsłonięta tablica pamiątkowa. 
W 2019 staraniem Nadleśnictwa Spychowo przed leśniczówką Leśnictwa Strużki (budynkiem dawnej szkoły) został umieszczony kamień z pamiątkowym napisem: „W tym domu uczył i zmarł 1931–1932 Jerzy Lanc”.